# Дјевински замак
Дјевински замак (слч. Devínsky hrad, hrad Devín, мађ. Dévény) је једна од најстаријих замкова у Словачкој и представља један од три велика замка Нитранске кнежевине (уз Нитру и Братиславу). Налази се у селу (насељу) Дјевину, које се налази у Братислави. Замак је смештен на високој стени (212 m нмв.) изнад ушћа Мораве у Дунав и поседује једну од најбољих стратегијских положаја у том делу Европе јер су се из ње могли контролисати важни трговачки путеви, као и део Ћилибарског пута. Данас је махом у рушевинама, али његова спектакуларна локација и изглед и даље остављају људе без даха. Неки њени делови су обновљени, а у њеном склопу се данас налази музеј.

## Историја замка
Одлична стратешка позиција Девинског замка коришћена је још у неолиту за људско насеље које је током бронзаног и гвозденог доба утврђено, после чега су прво Келти, а потом и Римљани на њему подизали своје утврде. У склопу римске тврђаве подигнута је и црква која се сматра најстаријом хришћанском богомољом северно од Дунава.
Словени (Словаци) су своје утврђење подигли у 8. веку, мада има претпоставки да је управо Девински замак (или можда Братиславски замак) био седиште Самове државе. Најстарији помен Девина у историјским изворима (у облику Dowina) датиран је у 864. годину када је Лудвиг Баварски ((817) 843-876) у њему опсео великоморавског кнеза Растислава (846–870). Током Растиславове владавине у замку је подигнута црква у јасном византијском стилу за шта су сигурно заслужна солунска браћа која су током његове владавине почели са ширењем хришћанства међу тамошњим Словенима. Фрескопис у њој су извели италијански мајстори.
Замак је у 13. веку додатно утврђен да би заштитио западну границу краљевине Мађарске, а у 15. веку је у њему подигнут дворац. Последње утврђивање је извршено током Отоманске најезде.
Замак је 1809. године разорио Наполеон и она је од тада напуштена и препуштена зубу времена.

## Симболика Девинског замка
Девински замак је од почетка словачког националног буђења у 19. веку био један од националних симбола, али је истовремено представљао и својеврстан симбол за Мађаре који су Девин сматрали западном границом својих земаља.
Замак је била и главна тема неколико песама, међу којима је и „Гог и Магог“ мађарског песника Ендреа Адија.